# Паскоаг (Род-Айленд)
Паскоаг (англ. Pascoag) — переписна місцевість (CDP) в США, в окрузі Провіденс штату Род-Айленд. Населення — 4641 особа (2020).

## Географія
Паскоаг розташований за координатами 41°57′13″ пн. ш. 71°42′10″ зх. д. / 41.95361° пн. ш. 71.70278° зх. д. (41.953674, -71.702702).  За даними Бюро перепису населення США в 2010 році переписна місцевість мала площу 14,24 км², з яких 12,97 км² — суходіл та 1,27 км² — водойми.

## Демографія
Згідно з переписом 2010 року, у переписній місцевості мешкало 4577 осіб у 1659 домогосподарствах у складі 1156 родин. Густота населення становила 321 особа/км².  Було 1860 помешкань (131/км²).
Расовий склад населення:
| - 96,4 % — білих - 0,7 % — чорних або афроамериканців - 0,4 % — корінних американців - 0,2 % — азіатів |

До двох чи більше рас належало 1,5 %. Частка іспаномовних становила 2,6 % від усіх жителів.
За віковим діапазоном населення розподілялося таким чином: 22,6 % — особи молодші 18 років, 63,1 % — особи у віці 18—64 років, 14,3 % — особи у віці 65 років та старші. Медіана віку мешканця становила 41,2 року. На 100 осіб жіночої статі у переписній місцевості припадало 91,0 чоловіків;  на 100 жінок у віці від 18 років та старших — 88,4 чоловіків також старших 18 років.
Середній дохід на одне домашнє господарство  становив 64 508 доларів США (медіана — 51 291), а середній дохід на одну сім'ю — 74 951 долар (медіана — 73 352). Медіана доходів становила 51 170 доларів для чоловіків та 38 920 доларів для жінок. За межею бідності перебувало 13,9 % осіб, у тому числі 20,6 % дітей у віці до 18 років та 6,0 % осіб у віці 65 років та старших.
Цивільне працевлаштоване населення становило 1992 особи. Основні галузі зайнятості: освіта, охорона здоров'я та соціальна допомога — 19,2 %, роздрібна торгівля — 18,2 %, виробництво — 9,1 %, транспорт — 8,4 %.